# Morir solo
«Morir solo» es una canción del artista estadounidense Prince Royce. Se estrenó como el quinto sencillo de su sexto álbum de estudio Alter Ego (2020) el 30 de agosto de 2019.

## Antecedentes y lanzamiento
La canción fue anunciada el 29 de agosto de 2019, a través de las redes sociales del cantante, donde publicó un adelantó del vídeo musical. Se estrenó como sencillo el 30 de agosto de 2019, para la promoción de su sexto álbum de estudio. Se convirtió en la cuarta canción anunciada para el álbum Alter Ego (2020).

## Composición
«Morir solo» es una canción bachata escrita por Royce junto a Yonathan “Mickey” Then y D’lesly Lora y producida por este último con la coproducción del cantante.

## Video musical
El video musical se estrenó el 30 de agosto de 2019. Filmado en Samaná, República Dominicana bajo la dirección de Fernando Lugo, el clip cuenta con la participación de la actriz dominicana Karina Larrauri. «Samaná resultó ser el lugar perfecto para grabar el video, nada mejor que una bachata romántica en un paraíso dominicano» comentó Royce. También se filmaron escenas en la Plaza de Pueblo Príncipe y en la Iglesia San Peter.

## Posicionamiento en listas
| Listas (2019)                     | Mejor posición |
| --------------------------------- | -------------- |
| Estados Unidos (Latin Airplay)    | 21             |
| Estados Unidos (Hot Latin Sogs)   | 35             |
| Estados Unidos (Tropical Airplay) | 1              |

## Historial de lanzamiento
| País   | Fecha                | Formato                     | Discográfica                | Ref    |
| ------ | -------------------- | --------------------------- | --------------------------- | ------ |
| Varios | 30 de agosto de 2019 | Descarga digital, Streaming | Sony Music Entertainment US | [ 15 ] |